# Sierra Sorondo
Sierra Sorondo är en bergskedja i Argentina.   Den ligger i provinsen Eldslandet, i den södra delen av landet, 2 400 km söder om huvudstaden Buenos Aires.
Sierra Sorondo sträcker sig 26,6 km i öst-västlig riktning. Den högsta punkten är 1 225 meter över havet.
Topografiskt ingår följande toppar i Sierra Sorondo:
- Cerro Cuchillo
- Cerro Diente de Tiburón
- Cerro Trapecio
- Monte Cinco Hermanos
- Monte Redondo

I omgivningarna runt Sierra Sorondo växer i huvudsak lövfällande lövskog. Runt Sierra Sorondo är det mycket glesbefolkat, med 6 invånare per kvadratkilometer.